# 1912 في اليابان
فيما يلي قوائم الأحداث التي وقعت خلال عام 1912 في اليابان.

## سياسة

### تعيين في المنصب
- 30 يوليو – الإمبراطور تايشو إمبراطور اليابان.

### انتهاء فترة المنصب
- 30 يوليو – الإمبراطور ميجي إمبراطور اليابان.

## برامج ومسلسلات وأنمي
- مغامرات زينة ونحول

## مواليد

### يناير
- 1 يناير – شويتشي نيشيمورا لاعبو كرة قدم يابانيون.

### مارس
- 21 مارس – هيروشي اوكادا طبيب باطني ياباني.

### مايو
- 23 مايو – جيرو ياماغيشي لاعب كرة مضرب ياباني.

### أغسطس
- 31 أغسطس – إيشيجي أوتاني لاعب كرة قدم ياباني.

### سبتمبر
- 21 سبتمبر – ريهي سانو لاعبو كرة قدم يابانيون.

### نوفمبر
- 11 نوفمبر – تاكيشي ساساكي فارس ياباني.

## وفيات

### يوليو
- 30 يوليو – الإمبراطور ميجي (مواليد 1852) امبراطور اليابان.